# Ingeborga Dapkūnaitė

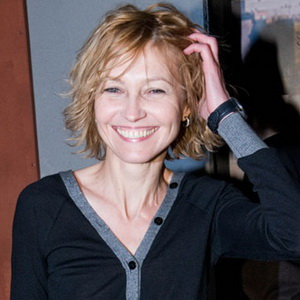
V roce 2009 na premiéře filmu Černý blesk

Ingeborga Edmundovna Dapkūnaitė (* 20. ledna 1963 Vilnius, Litevská SSR) je litevská divadelní a filmová herečka.
a účinkuje především v ruských filmech. V roce 1994 byla oceněna ruskou filmovou cenou Nika.

## Život
Ingeborga Dapkunaite se narodila v roce 1963 ve Vilniusu. Její otec byl diplomat, matka meteoroložka. Rodiče řadu let pracovali v Moskvě a své dítě vídali pouze o dovolené. Dopkunaite byla vychovávaná prarodiči a strýcem s tetou, kteří byli hudebníci v divadelním orchestru.
Už ve čtyřech letech se sice poprvé objevila v Pucciniho opeře Madam Butterfly na pódiu vilniuské opery, kde byla správkyní její babička, ale během dětství se věnovala především sportu, především krasobruslení a v Litvě populárnímu basketbalu.
V roce 1985 ukončila studia na Litevské akademii hudby a umění a poté nastoupila do Kaunaského státního divadla.

## Filmografie (výběr)
| Rok     | Film                                    | Postava                       | Poznámka  |
| ------- | --------------------------------------- | ----------------------------- | --------- |
| 1984    | Mano mažytė žmona                       | Auksė                         |           |
| 1985    | Elektroninė senelė                      |                               | TV        |
| 1986    | Ночные шёпоты                           | Inga                          |           |
| 1986    | Игра хамелеона                          |                               |           |
| 1987    | Загадочный наследник                    |                               |           |
| 1987    | Apstākļu sakritība                      |                               |           |
| 1987    | 13-й апостол                            |                               |           |
| 1988    | Осень, Чертаново…                       |                               |           |
| 1988    | Keurosing                               |                               |           |
| 1989    | Interděvočka                            |                               |           |
| 1989    | Фа минор                                |                               |           |
| 1990    | Николай Вавилов                         |                               | minisérie |
| 1991    | Циники                                  | Olga                          |           |
| 1992-93 | The Good Guys                           | Sanda                         | TV seriál |
| 1993    | Fatal Deception: Mrs. Lee Harvey Oswald | Lubya                         | TV        |
| 1993    | The Alaska Kid                          | Salli                         | TV seriál |
| 1994    | Подмосковные вечера                     |                               |           |
| 1994    | Unaveni sluncem                         | Marusja                       |           |
| 1995    | Thief Takers                            |                               | TV seriál |
| 1996    | Tichý svědek                            | Dr. Caroline Anscombe         | TV seriál |
| 1996    | Vražedná dohoda                         | Asta                          | TV        |
| 1996    | Mission: Impossible                     | Hannah Williams               |           |
| 1996    | Письма с востока                        | Marie / Matka                 |           |
| 1997    | Sedm let v Tibetu                       | Ingrid Harrer                 |           |
| 1998    | Profesionálové z CI5                    | Elkie                         | TV seriál |
| 1999-01 | Big Bad World                           | Natalia                       | TV seriál |
| 1999    | Sunburn                                 | Carolyn Kramer                |           |
| 2000    | Москва                                  |                               |           |
| 2000    | Ростов-папа                             |                               | TV seriál |
| 2000    | Ve stínu upíra                          | Micheline                     |           |
| 2002    | Válka                                   | Margaret                      |           |
| 2002    | Одиночество крови                       |                               |           |
| 2003    | The Lost Prince                         | Tsaritsa Alexandra Feodorovna | TV        |
| 2003    | Шик                                     |                               |           |
| 2003    | Поцелуй жизни                           |                               |           |
| 2003    | Hlavní podezřelý: Poslední svědek       | Jasmina Belkic                | minisérie |
| 2004    | 25 degrés en hiver                      | Sonia                         |           |
| 2004-06 | Bodies                                  | Katya Bredova                 | TV seriál |
| 2005    | Ночной продавец                         |                               |           |
| 2007    | Hannibal – Zrození                      | matka Hannibala Lectera       |           |
| 2007    | Transport                               | Vera                          |           |
| 2008    | Морфий                                  | Anna                          |           |
| 2008    | Nová Země                               | Marta                         |           |
| 2009    | Krycí jméno: Farewell                   | Nataša                        |           |
| 2009    | Весельчаки                              | Margo                         |           |
| 2009    | Катя: Военная история                   |                               | TV seriál |
| 2010    | Апельсиновый сок                        |                               |           |
| 2010    | Каденции                                |                               |           |
| 2011    | Небесный суд                            |                               | minisérie |
| 2012    | 30 Beats                                | Alice                         |           |
| 2012    | Branded                                 |                               |           |
| 2012    | Небесный суд                            |                               | Film      |
| 2012-15 | Wallander                               |                               | TV seriál |
| 2013    | Antalya                                 |                               |           |
| 2013    | Шерлок Холмс                            |                               | TV seriál |
| 2014    | Скорый «Москва — Россия"                | Anna                          |           |
| 2014    | Григорий Р.                             |                               | TV seriál |
| 2015    | Okupace                                 | Irina Sidorovová              | TV seriál |
| 2015    | Men's Life in Autumn                    |                               |           |
| 2016    | Художник убивает себя                   |                               |           |
| 2017    | Жанна                                   |                               |           |
| 2017    | Матильда                                |                               |           |
| 2017    | Мост                                    |                               | TV seriál |